# Rifugio Nicola
Il rifugio Nicola è un rifugio alpino situato nel comune di Barzio, in Valsassina, nelle Prealpi Orobiche, a 1 870 m s.l.m.

## Storia
Il rifugio venne costruito nel 1968 in onore di Nicola Esposito, padre di Angelo Esposito, prematuramente scomparso in un incidente presso il Rifugio Cazzaniga-Merlini di cui era gestore. La caratteristica forma triangolare del tetto va ad indicare la sagoma del vicino Monte Sodadura.

## Caratteristiche e informazioni
Il rifugio Nicola è situato sull'altopiano di Artavaggio, in Valsassina, tra la Val Taleggio e la Valtorta. Dispone di 9 camere per un totale di 24 posti letto, mentre il ristorante con self-service ha una capienza di 150 posti a sedere all'interno del locale.
La quota dell'altopiano varia dai 1 600 ai 2 000 metri e la sua posizione fa sì che lo sguardo possa ruotare a 360 gradi per ammirare le Grigne ed il Resegone in primo piano, le Retiche a nord, le Orobie a est, la Pianura Padana a sud con l'Appennino tosco-emiliano sullo sfondo e il Monviso a ovest.
Sparsi sull'altopiano ci sono malghe ed alpeggi in attività durante i mesi estivi. Vengono prodotti il Taleggio, lo Strachitunt (DOP) e altri formaggi di latteria d'alpe.

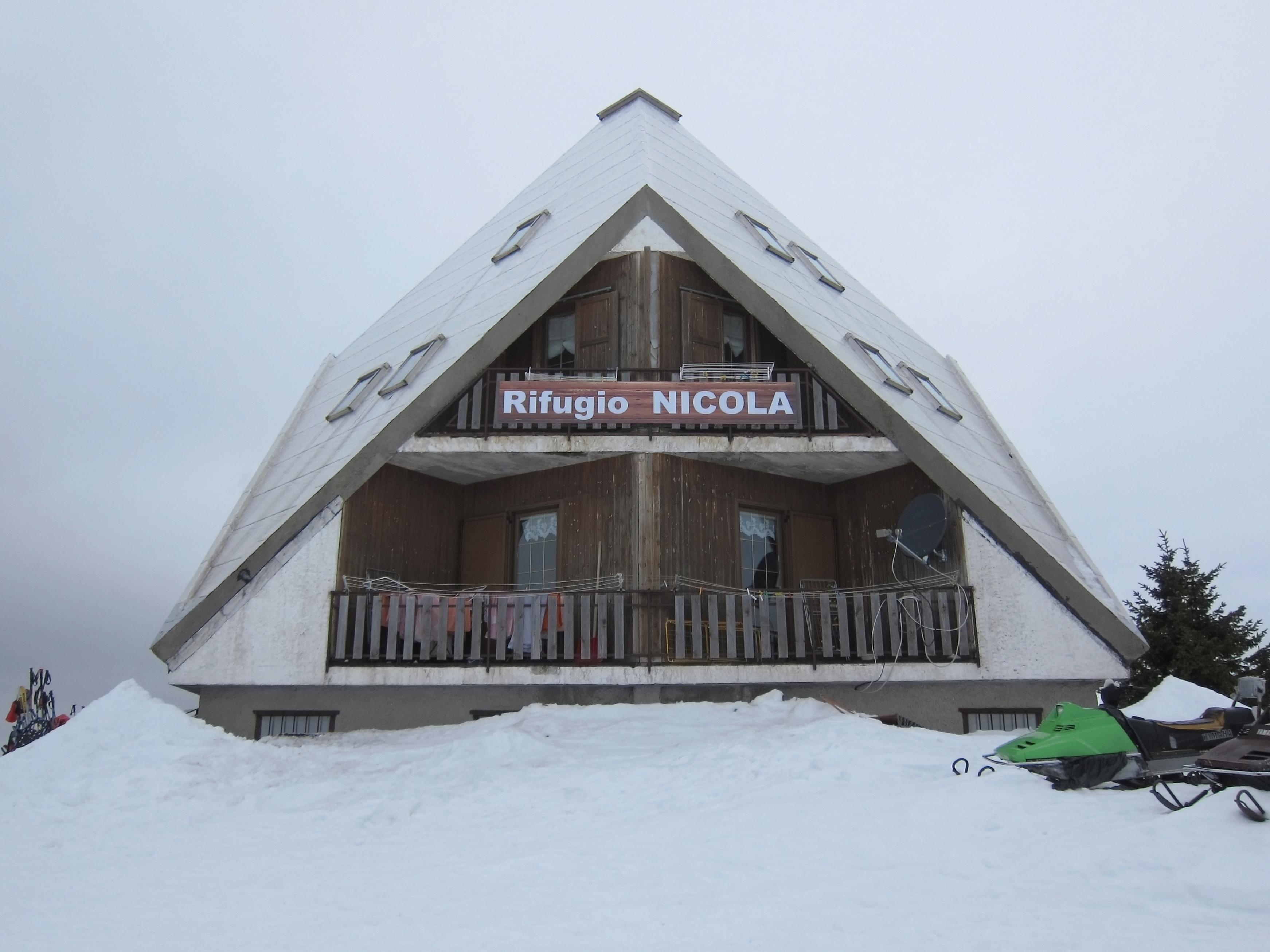
Il Rifugio Nicola sotto la neve

## Accessi
Il rifugio è raggiungibile da:
- Piani di Artavaggio in circa 1 h;
- Moggio in circa 3 h;
- Culmine di San Pietro in circa 3 h;
- Cassiglio in circa 4 h;
- Val Taleggio in circa 3 h;
- Valtorta in circa 3 h;
- Piani di Bobbio in circa 2 h (sentiero CAI n. 101 o degli Stradini).

## Ascensioni
- Monte Sodadura (2 010 m), dalla forma piramidale;
- Cima di Piazzo (2 057 m), dalla forma tondeggiante, spesso frequentata dai camosci;
- Zuccone Campelli (2 161 m);
- Zucco Barbisino (2 152 m);
- Zucco Pesciola (2 092 m);
- Monte Aralalta (2 006 m);
- Pizzo Baciamorti (2 009 m)